# Frame Relay
Frame Relay (англ. ретрансляція кадрів, FR) — протокол канального рівня мережевої моделі OSI. Служба комутації пакетів Frame Relay в наш час (2007) широко поширена в усьому світі. Максимальна швидкість, яку допускає протоколом FR — 34.368 мегабіт/сек (канали E3).

## Структура організації
Використовується алгоритм кодування G.723.1, оскільки він вимагає найменшу швидкість (5.3 кб/с) VFRAD — пристрою телефонного доступу до мережі Frame Relay.
| Кодек   | Метод компресії | Швидкість кодування | Складність реалізації | Якість  | Затримка               |
| ------- | --------------- | ------------------- | --------------------- | ------- | ---------------------- |
| G.726   | ADPCM           | 32/24/16 кбіт/с     | Низька (8 MIPS)       | Середня | Дуже низька (0,125 мс) |
| G.729   | CS-ACELP        | 8 кбіт/c            | Висока (30 MIPS)      | Добра   | Низька (10 мс)         |
| G.729a  | CA-ACELP        | 8 кбіт/c            | Помірна (20 MIPS)     | Середня | Низька (10 мс)         |
| G.723.1 | MP-MLQ          | 6,4 / 5,3 кбіт/c    | Помірна (16 MIPS)     | Середня | Висока (37 мс)         |
| G.728   | LD-CELP         | 16 кбіт/c           | Дуже висока (40 MIPS) | Добра   | Дуже низька (3 — 5 мс) |

### Кодек G.726
Один з найстарших алгоритмів стиснення мови ADPCM — адаптивна диференційна імпульсивно-кодова модуляція (стандарт G.726 був прийнятий в 1984 р.). Цей алгоритм дає практично таку ж якість відтворення мови, як й ІКМ, однак для передачі інформації при його використанні потрібна смуга всього в 16-32 кбіт/с. Метод заснований на тім, що в аналоговому сигналі, що передає мова, неможливі різкі стрибки інтенсивності. Тому, якщо кодувати не саму амплітуду сигналу, а її зміну в порівнянні з попереднім значенням, то можна обійтися меншим числом розрядів. В ADPCM зміна рівня сигналу кодується чотирьохрозрядним числом, при цьому частота виміру амплітуди сигналу зберігається незмінною. Процес перетворення не вносить істотної затримки й жадає від DSP 5,5-6,4 MIPS (Million Instructions Per Second). Кодек може застосовуватися разом з кодеком G.711 для зниження швидкості кодування останнього. Кодек призначений для використання в системах відеоконференцій.

### Кодек G.723.1
Рекомендація G.723.1 описує гібридні кодеки, що використовують технологію кодування мовної інформації, скорочено називану — MP-MLQ (Multy-Pulse — Multy Level Quantization — множинна імпульсна, багаторівнева квантизація), дані кодеки можна характеризувати, як комбінацію АЦП/ЦАП і вокодера. Своїм виникненням гібридні кодеки зобов'язані системам мобільного зв'язку. Застосування вокодера дозволяє знизити швидкість передачі даних у каналі, що принципово важливо для ефективного використання радіотракту й IP-каналу. Основний принцип роботи вокодера — синтез вихідного мовного сигналу за допомогою адаптивної заміни його гармонійних складових відповідним набором частотних фонем і погоджених шумових коефіцієнтів. Кодек G.723 здійснює перетворення аналогового сигналу в потік даних зі швидкістю 64 кбіт/з (ИКМ), а потім за допомогою багатосмугового цифрового фільтра/вокодера виділяє частотні фонеми, аналізує їх і передає IP-каналом інформацію тільки про поточний стан фонем у мовному сигналі. Цей алгоритм перетворення дозволяє знизити швидкість кодованої інформації до 5,3-6,3 кбіт/з без видимого погіршення якості мови. Кодек має дві швидкості й два варіанти кодування: 6,3 кбіт/із із алгоритмом MP-MLQ й 5,3 кбіт/із із алгоритмом CELP. Перший варіант призначений для мереж з пакетною передачею голосу й забезпечує кращу якість кодування в порівнянні з варіантом CELP, але менш адаптований до використання в мережах зі змішаним типом трафіку (голос/дані).
Процес перетворення жадає від DSP 16,4-16,7 MIPS і вносить затримку 37 мс. Кодек G.723.1 широко застосовується в голосових шлюзах й інших устроях IP-телефонії. Кодек уступає за якістю кодування мови кодеку G.729a, але менш вимогливий до ресурсів процесора й пропускної здатності каналу.

### Кодеки G.729
Сімейство включає кодеки G.729, G.729 Annex A, G.729 Annex В (містить VAD і генератор комфортного шуму). Кодеки G.729 скорочено називають CS-ACELP Conjugate Structure — Algebraic Code Excited Linear Prediction — сполучена структура з керованим алгебраїчним кодом лінійним пророкуванням. Процес перетворення використовує DSP 21,5 MIPS і вносить затримку 15 мс. Швидкість кодованого мовного сигналу становить 8 кбіт/с. В устроях VoIP даний кодек займає лідерське положення, забезпечуючи найкращу якість кодування мовної інформації при досить високій компресії.

### Кодек G.728

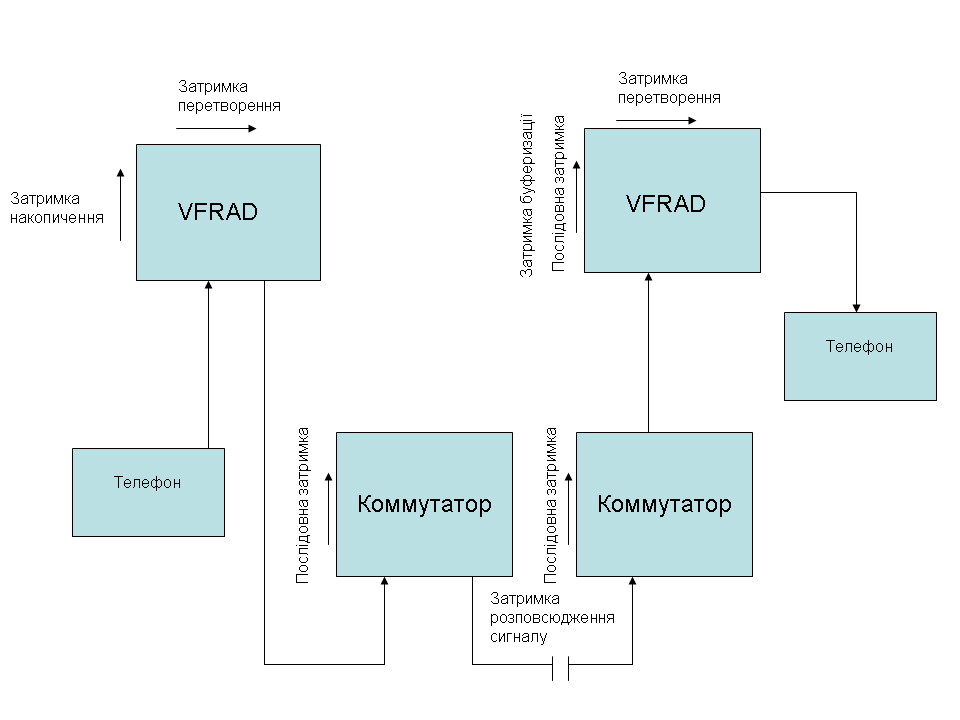
Пакети передачі даних

Гібридний кодек, описаний у рекомендації G.728 в 1992 р. ставиться до категорії LD-CELP — Low Delay — Code Excited Linear Prediction — кодек з керованим кодом лінійним пророкуванням і малою затримкою. Кодек забезпечує швидкість перетворення 16 кбіт/з, вносить затримку при кодуванні від 3 до 5 мс і для реалізації необхідний процесор зі швидкодією більше 40 MIPS. Кодек призначений для використання, в основному, у системах відеоконференцій. В устроях IP-телефонії даний кодек застосовується досить рідко.

## Пакети передачі даних

### Призначення комірок
Докладніше про кожну з комірок (байт):
1. (1 байт) — Прапор — Кожен пакет починається й замикається «прапором» — послідовністю «01111110».
Для запобігання випадкової імітації послідовності «прапор» усередині кадру при його передачі перевіряється весь його зміст між двома прапорами й після кожної послідовності, що складає з п'яти послідовних  біт «1», уставляється біт «0». (Іншими словами після кожної п'ятої 1 ставиться 0, щоб не вийшов «випадковий» прапор).
2. (2-5 байти) — Адреса — адреса кадру Frame Relay, крім властиво адресної інформації, містить також і додаткові поля керування потоком даних і повідомлень про перевантаження каналу.
  - EA — Address Field Extension Bit — біт розширення адреси. EA установлюється наприкінці кожного октету заголовка; якщо він має значення «1», те це означає, що даний октет у заголовку останній.
  - CR — Command / Response — зарезервований біт, у цей час не використається.
3. BECN — Backward Explicit Congestion Notification — повідомлення про перевантаження каналу у зворотному напрямку.
4. FECN — Forward Explicit Congestion Notification — повідомлення про перевантаження каналу в прямому напрямку.
5. DLCI — Data Link Connection Identifier — ідентифікатор віртуального каналу (PVC), мультиплексованого у фізичний канал (струм наприклад).
6. DE — Discard Eligibility Indicator — індикатор дозволу скидання кадру при перевантаженні каналу. Виставляється в «1» для даних, що підлягають передачі в негарантованій смузі (EIR) і вказує на те, що даний кадр може бути знищений у першу чергу.